# Amaurobioides picuna
Amaurobioides picuna är en spindelart som beskrevs av Forster 1970. Amaurobioides picuna ingår i släktet Amaurobioides och familjen spökspindlar. Inga underarter finns listade i Catalogue of Life.